# سيو القبعة السوداء
سيو القبعة السوداء (بالإنجليزية: Black hat seo) وهي تسمية تطلق على الطرق التي تهدف إلى تصدر نتائج البحث بطرق ملتوية وغير شرعية وتؤدي إلى عقاب الموقع وتخفيض ترتيبه في النتائج من قبل محركات البحث. مُضادها «سيو القبعة البيضاء» وتعود تلك التسميات إلى أفلام الغرب حيث كان الاشرار يرتدون القبعة السوداء والاخيار يردتون القبعة البيضاء.

## ما هو سيو القبعة السوداء؟
سيو القبعة السوداء أنهُ ممارسة مرفوضة يمكن أن تزيد من ترتيب الصفحة في صفحة نتائج محرك البحث (SERP). هذه الممارسات تتعارض مع شروط خدمة محرك البحث ويمكن أن تؤدي إلى حظر الموقع من محرك البحث والمواقع التابعة. تم التنديد علانية بقائمة من الاستراتيجيات المستخدمة من قِبل ممارسي تحسين محركات البحث قبعة سوداء في إرشادات مشرفي المواقع من جوجل وإرشادات مشرفي المواقع من بينغ.

## من امثلة طرق سيو القبعة السوداء
- استخدام كلمات مفتاحية لا علاقه لها بمحتوى الموقع
- استخدام الادوات الالية على اساس انها ترفع الترتيب في النتائج
- اخفاء المحتوى عن الزوار
- بناء روابط خلفية بكثرة وبشكل غير طبيعي
- حشو الكلمات المفتاحية
- الإبلاغ عن منافس وهو ما يطلق عليه (السيوالسلبي)
- إعادة توجيه متستر
- Rich Snippet Markup Spam
- استفسارات تلقائية إلى Google

## لماذا يجب عليك تجنب سيو القبعة السوداء؟
يمكن استراتيجيات سيو القبعة السوداء منع موقع الويب الخاص بك من جوجل ومحركات البحث الأخرى.
رغم أنه قد يكون هناك بعض النجاح على المدى القصير من خلال زيادة عدد الزيارات إلى موقعك، إلا أن عقوبات جوجل أصبحت أكثر تطوراً ويمكن أن يكون لها آثار مدمرة على تصنيفاتك وحركتك. مع وجود مئات الملايين من المستخدمين الذين يبحثون على جوجل يوميًا.